# Pau Brasil (empresa)

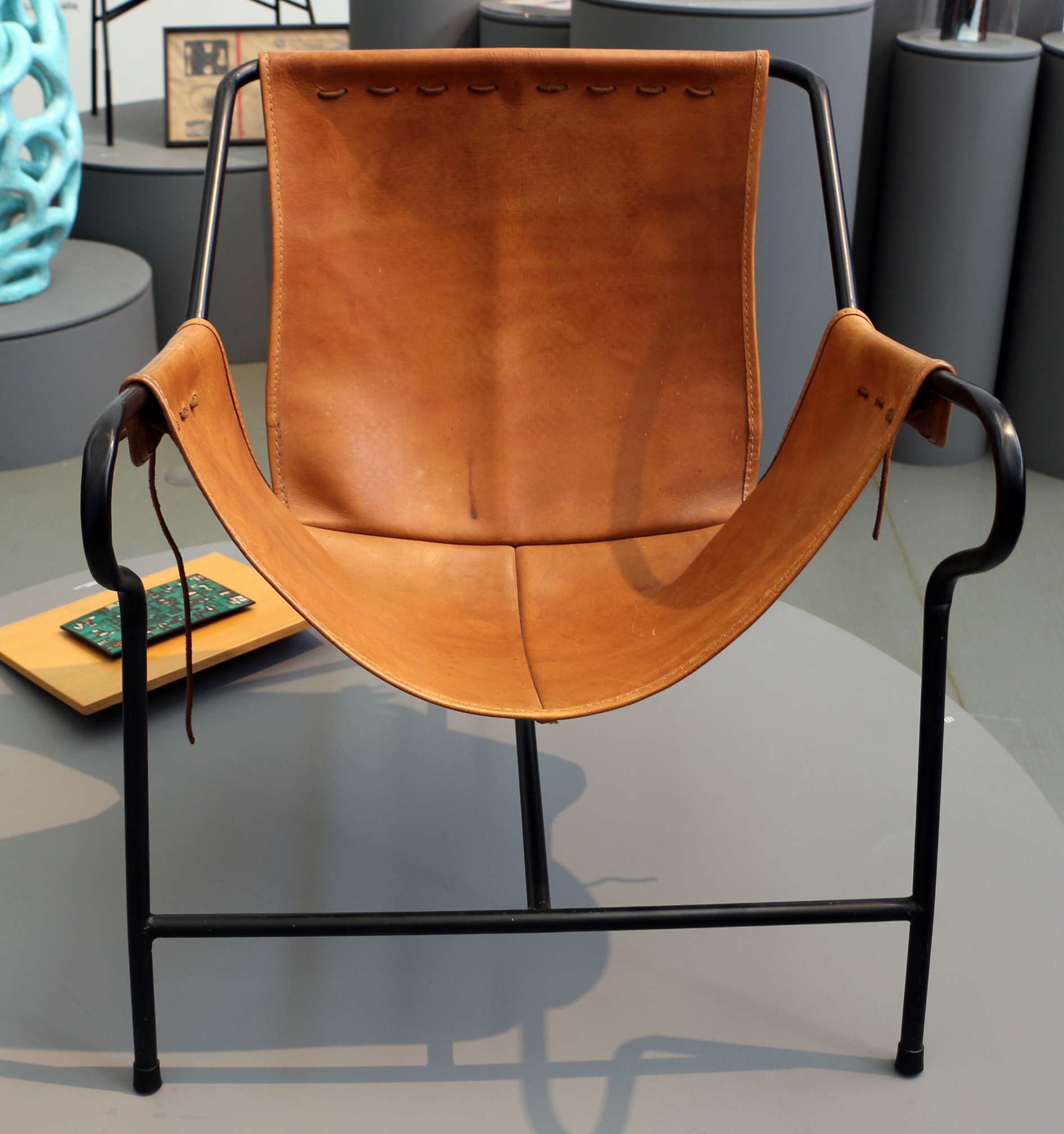
Poltrona com estrutura em tubo de ferro leve e forro solto de lona. Desenhada por Lina Bo Bardi para o Studio de Arte Palma em 1948.
Uma versão dessa poltrona foi publicada na primeira edição da revista Habitat em 1950.

A empresa Pau Brasil foi uma fábrica de móveis fundada pelos italianos Lina Bo Bardi, Pietro Maria Bardi e Giancarlo Palanti no ano de 1948. Nela, fabricava-se o mobiliário moderno projetado no Studio de Arte Palma, também criado pelos mesmos sócios.

## História
A fábrica Pau Brasil foi criada paralelamente ao Studio de Arte Palma, como apoio aos projetos desenvolvidos neste. Nela, trabalharam marceneiros italianos vindos da cidade de Lissone, Itália, importante centro de produção de móveis modernos. Esses profissionais introduziram uma nova forma de produzir mobiliário no Brasil.
Foram produzidos móveis como cadeiras, poltronas, estantes, mesas, bancos, sofás e luminárias. Os objetos eram divulgados na revista Habitat (criada em 1950, também pelo casal Bardi) e eram comercializados pelo Studio Palma. Na fábrica, adotava-se um sistema de produção em série, com utilização de materiais nacionais, o que se alinhava à proposta do Studio de busca pela criação de um mobiliário local, adaptado ao clima e aos modos de vida do povo brasileiro.
No entanto, a empresa durou aproximadamente três anos, sendo vendida em 1951 para os irmãos Carlo Hauner e Ernesto Hauner. Nesse processo, a fábrica mudou de nome, passando a se chamar Móveis Artesanal. Segundo depoimento de Pietro Maria Bardi, foram as dificuldades de comercialização e aceitação dos móveis pelo público da época que selaram o destino do empreendimento.